# Monte Grosso (Corsica)
Il Monte Grosso (in còrso Monte Grossu, 1937 m) è una montagna della Corsica.

## Descrizione

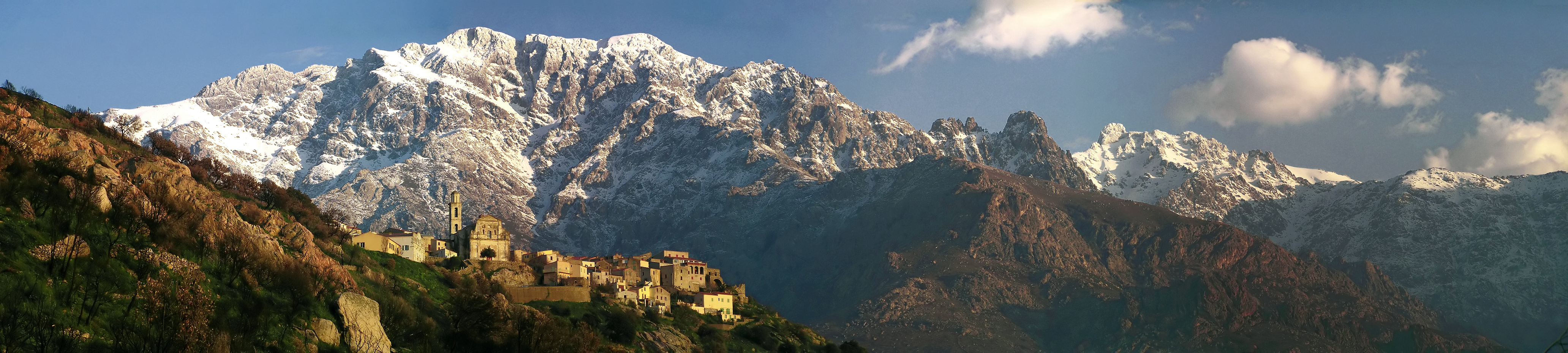
Montemaggiore e il massiccio del Monte Grosso

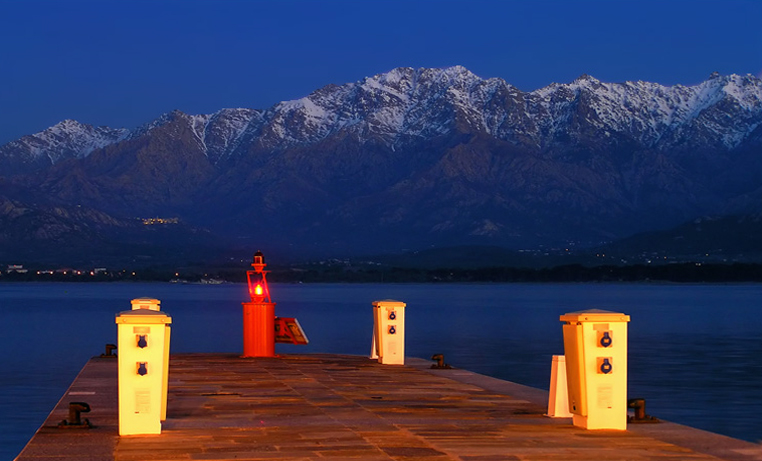
Il massiccio del Monte Grosso visto da Calvi

Si tratta di uno dei rilievi che fanno parte del monte Cinto. È visibile da Calvi ed è raggiungibile dai paesi di Calenzana, Zilia e Montegrosso.